# Незваные гости (фильм, 1959)
«Незваные гости» (эст. Kutsumata külalised) — советский шпионский фильм 1959 года снятый на киностудии «Таллинфильм» режиссёром Игорем Ельцовым по сценарию Генриха Боровика. Один из лидеров кинопроката СССР, фильм посмотрели 26,1 миллиона зрителей.

## Сюжет
1950-е годы. В Советскую Эстонию возвращаются четверо эмигрантов-эстонцев из Швеции, завербованных западной секретной разведкой. Трудности у диверсантов начинаются уже на границе, где им приходится решать судьбу раненого, их остаётся трое. Им удается разойтись по своим явкам. Руководителю группы Вари, остановившемуся у знакомой девушки Хильды, которой он выдал себя за крупного инженера, прибывшего с Урала, удаётся завербовать её жениха Эрнста. Другим агентам — Вальтеру, который приходит на хутор к брату Андресу, и Фреди, который останавливается у лесника Репса, везёт меньше — поддержки у них диверсанты не находят. Вскоре на их след выходят органы госбезопасности.

## В ролях
- Рейн Арен — Эрнст Лыхмус
- Хиля Варем — Хильда Яарвинг
- Хейно Мандри — Вари/Харри, шпион
- Вальдо Труве — Фреди, шпион
- Юри Ярвет — Оскар Вальтер, шпион
- Антс Лаутер — полковник Кикас
- Антс Эскола — Окс
- Каарел Карм — Хуберг
- Хуго Лаур — Репс, лесник
- Волдемар Пансо — доктор
- Айно Тальви — мать Хильды
- Олев Эскола — майор госбезопасности
- Рудольф Нууде — Андрес, брат Вальтера
- Лизл Линдау — Алиде
- Лариса Лужина — певица ночного кабаре
- Сергей Мартинсон — эпизод
- Арнольд Сиккел — эпизод
- Гунар Килгас — эпизод

## Фестивали и награды
- 1960 — II-й Кинофестиваль прибалтийских союзных республик, Беларуси и Молдавии — премия за лучшую эпизодическую роль актёру Хуго Лауру.